# Transiente emissor de raio X
Transiente emissor de raio X ou simplesmente transiente de raio X (frequentemente abreviados como SXT, do inglês soft X-ray transients) são também conhecidos como novas de raios X. Tipicamente SXTs são normalmente muito fracos, ou mesmo inobserváveis, nos raios X e sua magnitude aparente nos comprimentos de onda óticos é aproximadamente 20. Isto é chamado o estado "quiescente".